# San Pedro Cotzilnam
San Pedro Cotzilnam är en ort i Mexiko.   Den ligger i kommunen Aldama och delstaten Chiapas, i den sydöstra delen av landet, 700 km öster om huvudstaden Mexico City. San Pedro Cotzilnam ligger 1 440 meter över havet och antalet invånare är 435.
Terrängen runt San Pedro Cotzilnam är kuperad söderut, men norrut är den bergig. Runt San Pedro Cotzilnam är det ganska tätbefolkat, med 166 invånare per kvadratkilometer. Närmaste större samhälle är Larrainzar, 6,1 km söder om San Pedro Cotzilnam. Omgivningarna runt San Pedro Cotzilnam är en mosaik av jordbruksmark och naturlig växtlighet.